# Retrotonsillarabszess
Ein Retrotonsillarabszess ist eine entzündliche Raumforderung im Bereich der Gaumenmandel (Tonsilla palatina). Er ist eine Form des Peritonsillarabszesses (syn.: Paratonsillarabszess).

## Ätiologie/Pathogenese
Der Abszess entwickelt sich zwischen Tonsillenkapsel und hinterem Gaumenbogen (Arcus palatopharyngeus). Ursache ist meist eine aerob-anaerobe Mischinfektion mit Streptokokken der Gruppe A. Die Entzündung führt schließlich zu einem Ödem des Kehlkopfeinganges (Ödem der lateralen Hypopharynxwand und der Aryregion).

## Klinik
Kennzeichen ist eine starke Rötung und Vorwölbung des hinteren Gaumenbogens. An der lateralen Hypopharynxwand sowie der Aryregion findet sich ein Ödem. Die Uvula wird zur Gegenseite verdrängt. Weiterhin bestehen Schluckbeschwerden mit starken einseitigen Schmerzen, kloßiger Sprache, evtl. Mundgeruch und infolge einer Infiltration des M. pterygoideus medialis ggf. eine Kieferklemme.

## Diagnostik
Die Diagnostik gestaltet sich durch seine versteckte Lage schwieriger als bei weiter vorne gelegenen Peritonsillarabszessen. Neben Anamnese, Inspektion und Palpation kann der Nasen-Rachen-Raum mit Hilfe eines Endoskops untersucht werden. Um die genaue Ausdehnung des Abszesses zu verifizieren, eignet sich die Computertomographie (CT) oder eine Untersuchung mittels Ultraschall-B-Scan.

## Therapie
Neben einer antibiotischen Abdeckung empfiehlt sich bei manifestem Abszess eine operative Abszess-Tonsillektomie – die sogenannte „heiße“ Tonsillektomie. Eventuell kann der Abszess auch durch Ausräumung und Spreizung geleert werden und in einer zweiten Sitzung eine Tonsillektomie durchgeführt werden.

## Komplikationen
Aufgrund seiner Lage kann der Abszess in Richtung Kehlkopf absinken, den Kehlkopf verlegen und zu Atemnot und Ersticken führen. Weiter ist ein Absinken des Abszesses bis in das Mediastinum möglich.